# Hadrothemis scabrifrons
Hadrothemis scabrifrons – gatunek ważki z rodziny ważkowatych (Libellulidae).